# Phalsbourg
Phalsbourg (Duits: Pfalzburg) is een vestingstad en gemeente in het Franse departement Moselle (regio Grand Est). De plaats maakt deel uit van het arrondissement Sarrebourg-Château-Salins. Phalsbourg telde op 1 januari 2022 4.657 inwoners.
Phalsbourg maakt deel uit van het Regionaal natuurpark Vosges du Nord.
In de 16e eeuw is er begonnen met het bouwen van Phalsbourg. Later heeft ook de bekende Franse bouwmeester Vauban geholpen bij het bouwen van Phalsbourg.
Maarschalk Georges Mouton (1770-1838) werd in Phalsbourg geboren. Onder Napoleon heeft hij aan zo veel veldslagen mee gedaan, dat deze over hem zei: "Mon Mouton, c'est un lion." Een standbeeld van Mouton staat op het centrale plein in Phalsbourg.
Na de Frans-Duitse Oorlog werd Phalsbourg Duits. Na de Eerste Wereldoorlog moest Duitsland veel gebied als herstelbetaling aan Frankrijk teruggeven en werd Phalsbourg weer Frans. Tijdens de Tweede Wereldoorlog werd Phalsbourg weer door de Duitsers bezet. In november 1944 kwam ook aan deze bezetting een einde en werd Phalsbourg bevrijd.

## Geografie
De oppervlakte van Phalsbourg bedroeg op 1 januari 2022 13,15 vierkante kilometer; de bevolkingsdichtheid was toen 354,1 inwoners per km².

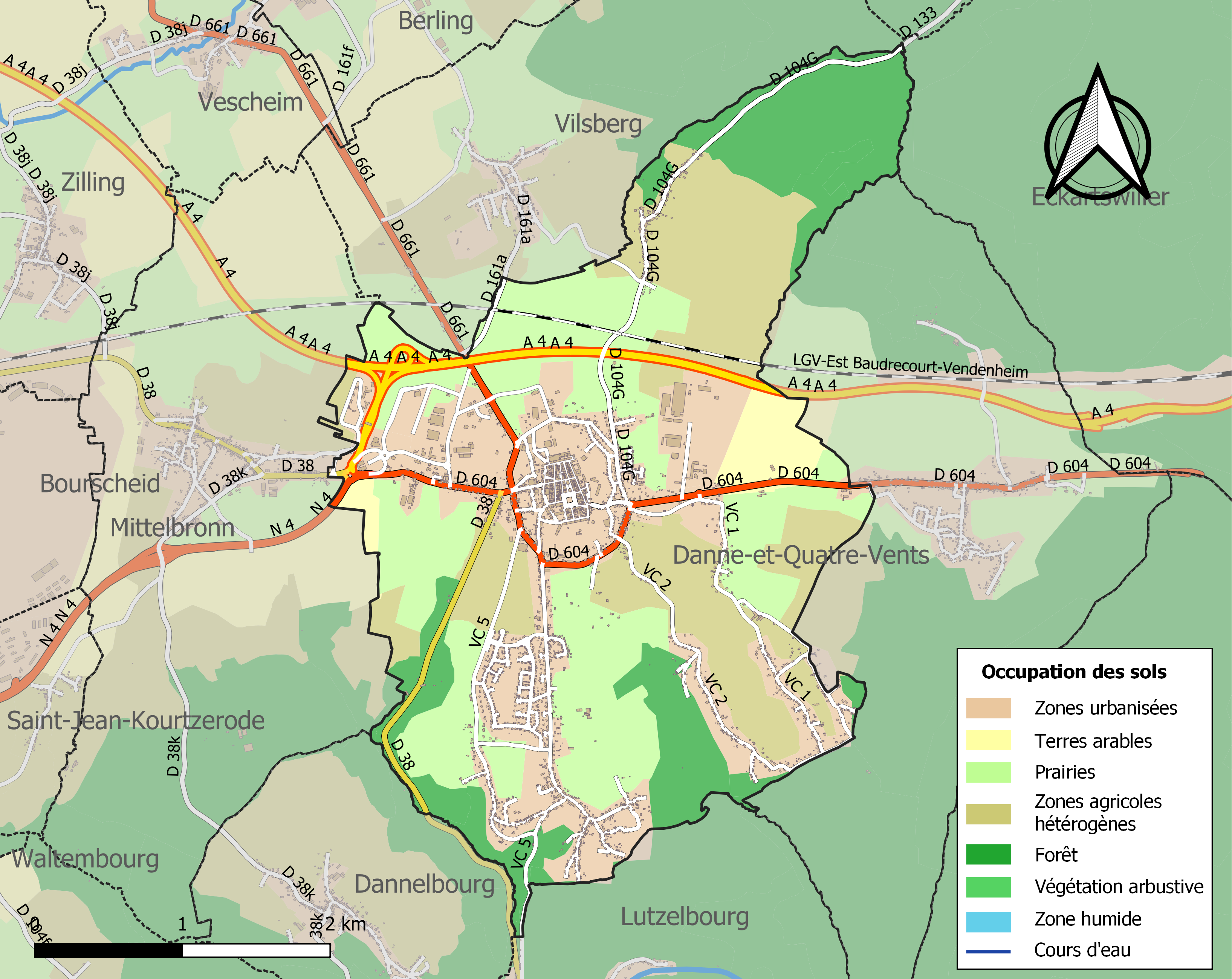
Kaart van de gemeente met de belangrijkste infrastructuur, bodemgebruik en omliggende gemeenten

## Demografie
Onderstaande figuur toont het verloop van het inwonertal (bron: INSEE-tellingen).

## Geboren in Phalsbourg
- Georges Mouton (1770-1838)